# Жертвоприношение на Исаак
Жертвоприношението на Исаак (на иврит: עֲקֵדָת יצחק, акеда́т Ицхак – букв. „свързване на Ицхак“) е жертвоприношение на библейския патриарх Исаак в жертва на Бог от Авраам.
Представлява популярен библейски сюжет от Стария завет.